# 穆斯圖菲·瑪瑪雷克
米爾扎·哈桑·阿什蒂亞尼·穆斯圖菲·瑪瑪雷克（波斯語：‎；1874年10月5日—1932年8月27日）是一位伊朗政治家，六度出任伊朗總理。

## 早年
穆斯圖菲·瑪瑪雷克來自卡扎爾王朝一個著名和重要的官僚世家，父親米爾扎·優素福是卡扎爾王朝的官員，祖父米爾扎·哈桑也為穆罕默德沙阿效力。在米爾扎·優素福逝世的一年前，納賽爾丁沙阿將「穆斯圖菲·瑪瑪雷克」（國家財政大臣）的稱號給予年輕的哈桑，貴族們揶揄他在這麼年輕的時候被授這麼重要的稱號，納賽爾丁沙阿又將「阿加」（先生）的銜頭給予他，使貴族必須尊稱他為「先生」。在政治圈子裡，他經常被人以「阿加」指稱，他在18歲時迎娶納賽爾丁沙阿的孫女卡儂·伊絲瑪特·摩洛克，成為王室家族的一員。

## 留學巴黎
由於與新上任的沙阿穆扎法爾丁沙阿意見存在分歧，穆斯圖菲·瑪瑪雷克決定前往巴黎深造。在巴黎留學期間，他到訪過許多歐洲國家，觀察這些國家的政治體制。穆扎法爾丁沙阿也多次邀請他回國，但他並沒有接受。在穆扎法爾丁沙阿逝世及波斯立憲革命後，穆斯圖菲·瑪瑪雷克在穆罕默德·阿里沙阿任命的新任伊朗總理阿里·阿斯加爾汗陪同下返回伊朗。他與穆罕默德·摩薩台一起成立了一個慈善組織。

## 政治生涯
穆斯圖菲·瑪瑪雷克十五度獲任命為部長，六度出任總理。
宗教人士哈桑·莫達勒斯（Hassan Modarres）是他的最大反對者，他多次試圖將穆斯圖菲·瑪瑪雷克內閣拉下台。
雖然得到艾哈邁德沙阿的全力支持，但穆斯圖菲·瑪瑪雷克還是受到強大的政治壓力而下台。在競選的時候，莫達勒斯及其支持者在議會當中不斷針對穆斯圖菲·瑪瑪雷克的內閣，他們向政府提出質疑。據稱穆斯圖菲·瑪瑪雷克對於這種街頭政治感到憤怒和失望，他在議會講話時批評國會議員「收受賄賂」，並稱「我對現有體制的確感到不滿，但我沒有收受賄賂」。
他是第一位指責議會腐敗的總理，他及其內閣部長離開議會後逕自向沙阿請辭。
雖然莫達勒斯反對穆斯圖菲·瑪瑪雷克，但他所在的政黨支持穆斯圖菲第六度出任總理。當時禮薩汗已成為了沙阿，為了加強其統治的合法性，他需要一位有信心和受大眾歡迎的總理，因此他選擇了穆斯圖菲·瑪瑪雷克。莫達勒斯也相信穆斯圖菲可以制約禮薩汗及軍方。
1927年5月，穆斯圖菲請辭，從此離開了政界。

## 逝世
穆斯圖菲在1932年8月28日心臟病發逝世，遺體葬在凡納克（Vanak）的家族陵墓。凡納克的亞美尼亞居民在葬禮上抬著靈柩步行一英里到陵墓，後面還有由80輛車組成的車隊。目前該陵墓位於扎赫拉大學。

## 註腳
1. 1 2 3 4 5  Bakhtiar, Salar.  (PDF). 2004-11-24  [2011-12-31]. （原始内容存档 (PDF)于2018-04-24）.
2. ↑  Afkhami 2009，第23頁
3. ↑  Burrell 1997，第87頁